# Breg pri Golem Brdu
Breg pri Golem Brdu – wieś w Słowenii, w gminie Brda. W 2018 roku liczyła 28 mieszkańców.